# Rallye Velké Británie 1998
Rallye Velké Británie 1998 byla třináctou a poslední soutěží Mistrovství světa v rallye 1998. Zvítězil zde Richard Burns s vozem Mitsubishi Carisma GT EVO 5. Soutěž měřila 1892 km a měla 28 rychlostních zkoušek. Na startu bylo 168 posádek a 84 jich dojelo do cíle.

## Průběh soutěže
Ještě dva jezdci měli naději získat mistrovský titul, Tommi Mäkinen s Mitsubishi Lancer EVO V a Carlos Sainz s vozem Toyota Corolla WRC, který na Mäkinena ztrácel dva body. První etapu opanoval Colin McRae se Subaru Impreza WRC. Na pátém testu havaroval Mäkinen. Vůz byl sice schopen pokračovat dále, ale civilní policie mu na přejezdu zakázala pokračovat. Na stejném místě havaroval i Pavel Sibera s vozem Škoda Octavia Kit Car a odstoupil. Titul tak mohl získat Sainz, který se pohyboval na druhém místě. Třetí byl Alister McRae a čtvrtý Didier Auriol.
Ve druhé etapě odstoupili Ari Vatanen, Kenneth Eriksson i domácí Edvans. Sainz s Colinem McRaem bojují o vítězství. V devatenáctém testu Colin McRae odstupuje kvůli propálenému pístu. V 21. testu odstoupil kvůli vadné spojce Auriol. Do vedení se dostal Burns, druhý byl Alister McRae, třetí Juha Kankkunen, čtvrtý Sainz a pátý Bruno Thiry. Sainz měl ve třetí etapě řadu chyb a držel se na čtvrté pozici. Burns vyhrával a suverénně vedl před Kankkunenem a Thirym. Sainz se postupně probojoval i před Thiryho. Jenže Sainzovi v posledním testu bouchl motor a vůz se zastavil 300 metrů před cílem. Titul tedy získal Mäkinen a tým Mitsubishi Ralliart získal pohár konstruktérů. Burns získal své druhé vítězství v kariéře.

## Výsledky
1. Richard Burns, Robert Reid – Mitsubishi Carisma GT EVO 5
2. Juha Kankkunen, Juha Repo – Ford Escort WRC
3. Bruno Thiry, Stéphane Prévot – Ford Escort WRC
4. Gregoire de Mevius, Jean-Marc Fortin – Subaru Impreza WRC
5. Sebastian Lindholm, Jukka Aho – Ford Escort WRC
6. Harri Rovanperä, Risto Pietiläinen – Seat Cordoba WRC
7. Armin Schwarz, Manfred Hiemer – Ford Escort WRC
8. Krzysztof Holowczyc, Maciej Wislawski – Subaru Impreza WRC
9. Markko Märtin, Toomas Kitsing – Toyota Celica GT-Four ST-205
10. Manfred Stohl, Peter Müller – Mitsubishi Lancer EVO 5